# Christopher McBride
Christopher Ramon McBride (* 1984) ist ein US-amerikanischer Jazzmusiker (Altsaxophon) des Modern Jazz.

## Leben und Wirken
McBride, Sohn eines honduranischen Vaters und einer amerikanischen Mutter, wuchs in einer musikalischen Familie auf. Beeinflusst wurde er dabei von Gospel, Jazz, Hip-Hop, Reggae, Soca, Dancehall, Weltmusik und R&B. Ab dem siebten Jahr sang er im Kirchenchor. Mit zehn Jahren begann er Saxophon zu spielen. Als Schüler besuchte er mehrere Musiccamps wie das Interlochen Center for the Arts, wo er 2000 ein Stipendium erhielt. Nach der High School besuchte er die Northern Illinois University in DeKalb, wo er einen Abschluss in Musikpädagogik machte.
Seine professionelle Karriere als Musiker begann er 2007 in Chicago; erste Aufnahmen entstanden dort mit dem Sänger Milton Suggs (Things to Come). Seitdem arbeitete er mit Musikern wie Billy Preston, Antonio Hart, John Clayton, Jimmy Heath, Bobby Broom, Percy Gray, Roy Hargrove, Talib Kweli, Lupe Fiasco, Guy Sebastian, Jennifer Hudson, 88 Keys, Marquis Hill, Melton Mustafa und Winard Harper. Unter eigenem Namen legte er 2012 sein Debütalbum Quatuor de Force vor, an dem u. a. Makaya McCraven mitwirkte. Er lebt in Brooklyn, New York. Im Bereich des Jazz war er zwischen 2009 und 2016 an sieben Aufnahmesessions beteiligt.